# 寺島季咲
寺島 季咲（てらしま きさき、2006年9月20日 - ）は、日本のモデル、女優。

## 人物
季咲という名前の由来は、「よく笑う子になってほしい」（笑うは”咲う”とも書く）。
姉がおり、家族全員が高身長。
好きな食べ物はかぼちゃ、嫌いな食べ物は塩辛。
憧れの芸能人は今田美桜。ドラマ「花のち晴れ〜花男 Next Season〜」（2018）を観てひとめぼれ。

## 経歴
- 2020年10月、ビジネスプロデューサー岩根央に出会い、音ごはん 君をおもえばのMVに出演し母と共に色々と相談をしていた
- 2021年4月、「TGCオーディション2021」グランプリを受賞し芸能界入りする[2]。

令和時代のスター発掘を目的に開催された同オーディションは、ホリプロが完全ドラフト制で候補者を指名し、所属契約の権利を獲得する。
・2024年3月、「今日好き2024年卒業編 ︎ ︎ ︎ ︎ ︎ ︎ ︎ ︎ ︎ ︎ ︎ ︎ ︎ ︎ ︎ ︎ ︎ ︎ ︎ ︎ ︎ ︎ ︎ ︎ ︎ ︎ ︎ ︎ ︎ ︎ ︎ ︎ ︎ ︎ ︎ ︎ ︎ ︎ ︎ ︎︎︎                                 inセブ島」で吉田叡史と成立。
- 2022年9～10月

恋愛番組『今日、好きになりました。』に出演。
- 2022年9月

岩根央監督ドキュメンタリー映画『出会いは奇跡』に出演

## 賞歴
- 2021年4月

「TGCオーディション2021」賞グランプリ
- 2021年8月

Ulikeイメージモデルに就任
- 2021年9月

「TGC 2021 AUTAMN/WINTER」出演

## 出演

### CM
- ファミリーマート「1個買うと1個もらえるキャンペーン」（2022年5月）

### 映画
- 出会いは奇跡（2022年9月）
- 私の卒業-第6期-「80年後のあなたへ」（2025年5月16日、The icon）- 高橋佳代子 役[4][5]

### TV
- 今日、好きになりました。プーケット編/沖縄編/卒業編2023/卒業編2024inプーケット/卒業編2024inセブ島（2022年9月 - 2024年3月、ABEMA）